# Универзитетска библиотека у Пули
Универзитетска библиотека Универзитета Јурја Добриле у Пули (хрв.Sveučilišna knjižnica Sveučilišta Jurja Dobrile u Puli) је библиотека посвећене научном истраживању универзитетских наставника и других научника и високог образовања, која се по вредности, разноврсности и величини збирки може упоредити са богатством националних библиотека. Основан је првобирно као Научна библиотека у Пули на основу декрета Општине Пула 1949. године, у време отварања свих сличних институција у Хрватској, а данас делује у саставу Свеучилишта Јурја Добриле у Пули од његовог оснивања 2006. године.
Уласком у сасатв Универзите у Пули она је постала подршка наставном, научном и стручном раду ове највеће високообразовне институције у Истри. Такође она допуњује делатност матичних регионалних библиотека, богатством књижног фонда као највећа библиотека у Истри, која пружа услуге бројним установама, правним лицима и свим корисницима на простору Истре и шире. Без ове Библиотеке Пула и Истра не би данас биле препознатљиве у библиотекарској делатности и култури Републике Хрватске.

## Положај и размештај
Универзитетска библиотека у Пули налази се у скровита у тихом делу Пуле, изолована од градске вреве, Улица Хекулов пролаз 1, у наизглед незапаженој згради иако је у самом средишту града и на још неколико локација, јер је сештај грађе стални проблем Библиотеке – због недостатка простора.
Привремено је недостатак простора решен 1990-их година изградњом међуспратне конструкција у главном складишту, пресељењем Морнаричке библиотеке у Дом хрватских бранитеља (1996. године), и уградњом затворених покретних библиотечких регала регала у складишту 2000. године (чиме се знатно уштедио простор) и изналажењем помоћних и депозитних складишта у бившим аустроугарским војним зградама у Пулу.
Данас Библиотека располаже с укупно 3.465 м² на пет локација у граду (од чега је 1.850 м² у главној згради), Како недостаје простор за смештај библиотечке грађе у средишњој згради, у плану је уређење простора у бившој Морнаричкој болници за огранке Библиотеке.
Корисницима су на располагању две читаонице са укупно 60 места (велика са 50 места и мала са 12 места). У њима се користи материјал који није дат на употребу ван установе.
На зидовима Библиотеке изложено је двадесетак слика које су јој поклонили пулски уметници, чланови ХДЛУ-а Истре. Посебно је вредан велики зидни приказ историје Пула, који је 1990. године израдила Градска уметничка радионица из Пуле у сарадњи са међународном сликарском групом  Vaisseau из Женеве.

## Задатак
Универзитетска библиотека у Пули је општа научна библиотека од истакнутог регионалног значаја. Поред задатка прикупљања публикација и пружања информација потребних за наставу на Свеучилишту Јурја Добриле у Пули, она има и задатак прикупљања библиотечке грађе која се односи на Истру. Због величине и богатства фонда (као највећа библиотека у хрватском делу Истре) она има истакнут положај међу библиотекама у Истри.
Један од задатака Универзитетска библиотека у Пули је да чува наслеђе своје историје - јер наставља стопедесетогодишњу традицију прикупљања, очувања и преношења на будуће генерације писаног културног и научног наслеђа које се сакупљало и чувало више од три генерације оснивача, донатора, присталица библиотеке, чије фондове је наследила:
- Царске и Краљевске поморске библиотеке  (K. u. k. Marine-Bibliothek) основане 1802. године у Венецији,
- Покрајинске библиотеке Истре (Biblioteca provinciale dell’Istria),
- Библиотеке пулског Морнаричког касина (Marine-Kasino Bibliothek),
- Градске библиотеке  (Biblioteca Civica),
- Легата - рукописа, партитура, књига - неких истакнутих Истрана: Пиетра Кандлера, Carla De Franceschija, Томаса Луцианија, Pietra Stancovicha, Антонија Смареглиа, Мије Мирковића, Едуарда Чалића, Матка Ројнића, Славка Златић и други.

## Историја
Почетак деловања данашње Библиотеке сеже далеко у послератно раздобље, по окончању Другог светског рата, када је 1949. године почела да ради и на свом вишедеценијском путу до данашњих дана пролази кроз различита организационе промене и у складу са њима радила под другим именима, али су њени запослени увек улагали напоре да задовољавоље културолошке потреба грађана, свих генерација, стручњака, академске заједнице, установа и привредних субјеката, свих пријатеља и љубитеља књиге, у Пули, Истри и шире.

### Предуслови
Између два светска рата у Пули је радио Покрајинске библиотеке Истре (итал. Biblioteca Provinciale dell’ Istria) која је основана 1930. године у Пули спајањем три веће библиотеке: Библиотеке некадашњег Покрајинског одбора (Biblioteca provinciale dell’ Istria), основане 1861. године у Поречу, а пресељена у Пулу 1922. године, Градске библиотеке Пула (Biblioteca civica), основане 1903. године и Библиотека Истарског друштва за археологију и завичајну историју (Società istriana di archeologia e storia patria), основано 1884. у Поречу.
Покрајинска библиотека Истре је од 1932. године добијала обавезни примерак публикација из Истре па је већ 1937. имала 41.096 свезака, углавном на италијанском језику, а у мањем броју на немачком језику, али са свега десетак књига на хрватском језику. Библиотека је имала општи научни карактер са посебним нагласком на историјске науке, посебно историју Истре.
Између 1943. и 1947. године део колекције ове библиотеке однесен је из Пуле у Италију. Италијанска влада је 1961. године, као ратну отштету, исплатила новчану надокнаду библиотеци за куповину књига у Италији.

### Оснивање Научне библиотеке
Одмах након завршетка Другог светског рата 1945. године у Пули је једно време постаје градска позајмљивачка библиотека, у коју су из Националне и универзитетске библиотеке у Загребу били привремено упућивани први образовани библиотекари који су касније основали и стручни рад у библиотеци.
Библиотека је првобитно основана као Научна библиотека декретом Општине Пула 1949. године у време отварања свих сличних институција у Хрватској, када је преузела фонд Покрајинске библиотеке Истре (итал. Biblioteca Provinciale dell’ Istria) која је основана 1930. године у Пули спајањем три веће библиотеке. Како је бибиотека кренула да ради са само десетак књига на хрватском језику, ова институција је започела од нуле, па је почетни фонд од 3.600 књига добила је од других библиотека.
С обзиром на велику несташицу књига на хрватском језику, 1950-тих Библиотека је започела систематску набавку старих хрватских књига, да би од 1951. године библиотека почела да добија избор обавезног примерка публикација из Хрватске, а од 1956. године обавезни примерак целокупне штампе са подручја Хрватске.
Током 1950-тих библиотеци је дато око 12.000 свезака књига из библиотека бивших италијанских и немачких средњих школа и књижних фондова након рата национализованих и одузетих као део имовине истарских институција, попут старе библиотеке некадашњег бенедиктинског самостана у Дајли код Умаг са око 4.000 томова књига. Након ове попуне 1954. године библиотека је имала око 50.000 свезака књига и око 20.000 необрађених књига.
Првих година број корисника Библиотеке био је мали, а 1954. библиотекар (касније познати лингвиста) Златко Винце (1922—1994) у чланку објављеном у недељнику Глас Истре са жаљењем примећује да „... још увек премало занимања за библиотеку показују наши људи Пули “13 Број корисника Библиотеке постепено је растао: 1950. било их је 355, а 1951. 787 регистрованих корисника.
До 1954. године установа је имала три до четири запослена, од од којих је само један био библиотекар („библиотекар-менаџер“), а 1956. било је седам запослених - од тога три библиотекара. Због недостатка запослених првих десет година Библиотека је радила само у једној смени.
Почетком 1960-их у Пули су основане прве две високошколске установе - Висока економска школа (основана 1960) и Педагошка академија (основана 1961), па Библиотеку користи све већи број студената и наставника.

### Промена власника и оснивача
Од 1961. до 1994. године власник и оснивач Библиотеке била је Општина Пула. На основу Закона о библиотекама из 1960. године Народни одбор Котара Пула донео је 1961. године решење да Научна библиотека врши послове матичне установе, што је укључивало надзор над радом мањих библиотека, усклађивање њихова рада, едукацију библиотекара и саветодавну делатност. Од 1968. године Библиотека је смештена у центар града у зграду изграђену 1908. године за потребе немачка основна школа, површине 1.500 m², што је било недовољно за потребе библиотеке.
Библиотека је од 1982. до 1995. године имала запосленог задуженог за матичну службу.
Године 1979. Библиотека је припојен Универзитету у Ријеци, који је по том основу 1994. године постао њен власник и оснивач, и сходно томе, 1995. године библиотеци промени име у - Свеучилишна књижница (Универзитетска библиотека)
Почев од године 2001. године Библиотека нема статус матичне библиотека, да би, Матична служба поновно постала активна од јула 2011. године, након конституисања Стручног већа универзитетских матичних библиотека Републике Хрватске. До 1982. године врло је мало писаних трагова о раду ове службе. Године 1977. донесен је Закон о информатичкој делатности, а 1980. године израђена је концепција јединственог Библиотечно-информацијског система (БИС) Хрватске. Тадашњи Завод за економику из Пуле, постао је претеча данашње регионалне Господарске коморе, и уз консултацију са запосленима у Библиотеци, саставио је програм изградње Библиотечно-информацијског центра (БИЦ) за Истру, са седиштем у Научној библиотеци у Пули.

### Оснивање универзитетске библиотеке у Пули
Године 2006. Унивезитетска библиотека, до тада у саставу Универзитете у Ријеци, припаја се новооснованом Свеучилишту Јурјај Добрила у Пули.
Њен библиотечки фонд чине стари фонд Поморске библиотеке Пула (К. у. К. Марине-Библиотхек) и провинцијски библиотека Истре (Библиотеца провинциале делл’Истриа), нова збирка (која је у библиотеку стигла од 1949. године до данас) и посебне колекције.

## Фонд библиотеке, збирке, спомен собе и легати
Библиотека (са огранцима) има 371.391 томова књига, 7.788 наслова часописа и 2.042 наслова новина, од тога:
- око 300.000 томова књига, или већи део збирке је на хрватском језику
- 50.000 свезака, је на италијанском језику
- око 14. 000 томова на немачком језику (од тога 3.615 томова периодике),[б]
- мали број књига на енглеском, латинском и другим језицима.

Инкунабуле и старе књиге из периода од 16. до 19. века смештене су у Збирци старих и ретких књига и рукописа и у Морнаричкој библиотеци. Библиотека има четири инкунабуле, 155 томова књига из 16. века, 49 томова из 17. века и око 300 томова из 18. века.

### Историја фондова из којих потиче грађа Библиотеке
Покрајинска библиотека Истре у Пули (1930)
Покрајинска библиотека Истре (итал. Biblioteca Provinciale dell’Istria) основана је 1930. године у Пули, око које су власници библиотеко формирали конзорцијум, чији зачетник и оснивач је био италијански политичар Франческо Салата (1876–1944), а први управник историчар Camillo De Franceschi (1868–1953). По својој суштини она је била библиотека општеобразовног карактера, с нагласком на историјске науке, посебно на историју Истре. Већина раритетних књига које су до данас сачуване потичу из ове библиотеке.
Покрајинска библиотека Истре данас обједињава следеће фондове:  
- Фонд Покрајинске библиотеке Истре из Пореча (итал. Biblioteca Provinciale dell’Istria).
- Фонд Општинске библиотеке   (итал. Biblioteca Comunale),
- Фонд Истарског друштво за археологију и домовинску историју (итал.Società istriana di archeologia e storia patria).

Фонд књига ове библиотеке је повећаван куповином, поклонима и разменом, тако да је 1937. године Библиотека имала 41.096 свезака књига. Књиге су биле претежно на италијанском, мањим делом и на латинском језику, а око 4.000 свезака и књига на немачком и на другим језицима преузетих из библиотеке Морнаричке касине (итал. Marine-Kasino – Bibliothek). На хрватском језику било је само десетак књига, јер се највећи број становника Пуле школовао у Италији.
Године 1943., када је библиотека престала са радом, имала је око 18.000 наслова књига и часописа, знатно мање него 1937. године, јер је почев од 1943. године па све до 1947. године део фонда библиотеке однесен у Италију.
Покрајинска библиотека Истре у Поречу (1861)
У оригиналу, Покрајинска књижница Истре (итал. Biblioteca Provinciale dell’Istria) основана је 1861. у Поречу, при Покрајинском одбору Истре (итал. Giunta Provinciale dell’Istria). Књигама је попуњавана путем донација појединих угледних породице из Истре, међу којима су најважније биле донације поородице Кандлер (рукописи археолога и конзерватора Пјетра Кандлера (1805–1872) и донације рукописа Карла Комбија (1827–1874) и Томаса Лучијанија (1818–1894).
Приликом спајања са истоименом библиотеком у Пули 1930. година Библиотека је имала 19.295 свезака књига и периодике, углавном историјског и правног карактера. Током рада библиотека је стекла право примања свих публикација које су објављене у Истри од 1861. до 1830. године.
Општинска библиотека (1903)
У оригиналу, Опћинска књижница (итал. Biblioteca Comunale) основана је у Пули 1903. године поклонима угледних пулских породица, углавном белетристике.
Када је спојена (до 1929) са Општинским археолошким музејом (итал. Museo archeologico comunale), следило је њено попуњавање делима из области археологије. Иако је у начелу Библиотека била била јавна јер је финанцирала пулска општина, нису набављане књиге на хрватском језику за припаднике мањинске хрватске етничке заједнице. Када је 1930. године ушла у састав Покрајинске Библиотеку Истре у Пули Библиотека је располагала се 10.233 свезака.
Библиотека истарског друштва за археологију и домовинску историју (1884)
У оригиналу, Књижница Истарског друштва за археологију и домовинску повијест (итал. Società istriana di archeologia e storia patria), основана је 1884. године у Поречу. У свом фонду библиотека је поседовала углавном историјска дела.
Након спајања са пулском Покрајинском библиотеком Истре, располагала је са 3.277 свезака, претежно научних часописа који су примани разменом за познати часопис итал.  Atti e Memorie della Società Istriana di Archeologia e Storia Patria који ово друштво издаје од 1884. године.
Део фонда Морнаричке касине
У моменту оснивања Покрајинске библиотеке Истре у Пули (1930) некадашња библиотека Морнаричког касина (итал. Marine-Kasino – Bibliothek) са 4.269 томова књига укључила се 1930-тих година у оснивачки фонд ове библиотеке.
Морнарички касино основан је у Пули 1870. године; као затворени клуб, намењен искључиво часницима и грађанским особама запосленим у царској и краљевској (аустроугарској) Морнарици.
Библиотека је углавном поседовала белетристику, претежно ону на немачком језику и другим светским језицима – мањим делом и на хрватском језику. До пропасти Аустроугарске Монархије 1918. године библиотека је располагала са око 25.000 свезака књига. Данас се из тог фонда у Универзитетској библиотеци у Пули чува око 3.000 свезака књига из ове библиотеке.
Морнарчка библиотека
Морнаричка књижница (итал. K. u. k. Marine-Bibliothek), односно Библиотека царске и краљевске Морнарице основана је 1802. године у Венецији, при врховној команди аустријске Ратне морнарице, на предлог надвојводе Карла (1771–1847), министра морнарице и рата, и поклоном од 20 свезака научних дела у сврху оснивања библиотеке аустријске Ратне морнарице. Надвојводи Карлу су се придружили часници који су више година уступали део својих плата за библиотеку, а касније и држава (Хабзбуршка монархија) која преузела њено финансирање. Од самога оснивања то је била централа научна и стручна библиотека намењена потребама Морнарице, а поседовала је књиге и периодику из области поморства.
Шездесетих година 19. века Пула постаје главна ратна лука царске и краљевске Ратне морнарице. У тим условима 1865/66. у Пулу је пресељена и Морнарчка библиотека из Венеције.
Библиотека је деловала унутар научних и стручних установа царске и краљевске Ратне морнарице – Хидрографског завода (1869–1885) и Морнаричко-техничког одбора (1885–1918). Крајем 1918. година библиотека је располагала са 18.472 наслова књига и периодике.
Када је 1918. године Пулу освојила италијанска војска, она је заједно са градом преузела ову библиотеку (један део књига остао је у Пули а друге де фонда однесен је у Италију).
Пред крај Другог светског рата, 1944. године Немачка војска је возом преселила целокупни фонд Морнаричке библиотекее на подручје Чешке; одакле је по завршетку рата од 1949. до 1950. године пресељена у Ратни архив у Бечу.
Године 1975. већи део сачуваног фонда (око 20.000 свезака) враћен је у Пулу као поклон Републике Аустрије и додељен је Универзитетској библиотеци, док је мањи део фонда (око 11.000 свезака) остао у библиотеци Аустријског државног архива у Бечу. Након што је 1992. године овај фонд регистрован – као посебна збирка Универзитетске библиотеке – и споменик културе Републике Хрватске, напокон 1996. године ова збирка је пресељена у Дом хрватских оружаних снага (зграда некадашњег Морнаричког касина, саграђена 1913. године), у коме је 1997. поновно отворена за јавност.

### Збирке

#### Завичајна збирка „Хистрица“
Завичајна збирка „Хистрица“ садржи дела о Истри, дела аутора из Истре и дела која су до 1945. године објављена у Истри. Колекција је настала одвајањем од збирке Biblioteca Provinciale dell'Istria педесетих година 20. века.
Збирка садржи око 15.000 томова монографија, око 2.200 томова часописа и 384 наслова новина. Око 80% фонда чине публикације из области духовних наука, посебно историјска грађа (око 35% фонда).
Публикације (међу којима има око 100 наслова књига из 16. века) објављене су до 1945. године и претежно су на италијанском језику, а у мањој мери на хрватском и немачком. Остале публикације, које чине већину библиотечке грађе, објављене су након 1947. године,Када је Истра 1947. године припојена Хрватској. на хрватском језику.
Међу књигама из ове збирке посебно се издвајају 27 наслова (у 34 тома), позната као Флацијана - дела Матије Флачића Илирика (Mathias Flacius Illyricus, 1520.-1575), рођеног у Лабину, који је радио као реформатор у Немачкој (Clavis Scripturae sacrae, Basel 1580.-1581).

#### Збирка ретких и вредних књига и рукописа
Међу бројним делима Морнаричке библиотеке налазе се многа вредна и ретка дела (око 200 томова књига), пре свега најранија издања стручне литературе из области техничких и природних наука, из 16. и 17. век) издања из области бродоградње, механике и хемије (из 17. и 18. века). У врло вредна издања спадају и уџбеници стручних садржаја који су штампани с почетка 20. века у издању Морнаричке техничке школе у Пули и Морнаричке академије у Ријеци. Највећи део фонда ове збирке настао је издвајањем из фонда Biblioteca Provinciale dell'Istria.
Међу најстарије књига у овој збирци спадају ове издате у 16. и 17. веку:
- Orationi militari raccolte per Remigio Fiorentino, da tutti gli historici greci e latini, antichi e moderni. Con gli argomenti che dechiarano l'occasioni, per le quali elle furono fatte. Con gli effetti, che elle fecero ne gli animi di coloro, che l'ascoltarono: dove sommariamente si toccano le historie de tutti i tempi. Con l'aggiunta de molti historici, e orationi. Vineggia (Venecija) 1585. (Војни говори; најстарија књига из сачуваног пулског дела Поморске библиотеке)
- Adriani, Giovanni Batista. Istoria de'suoi tempi: divisa in libri ventidue. Di nuovo mandata in luce. Venezia 1587. (Наслов дела; Историја свога времена)
- Busca, Gabriele. L'archittetura militare. Nella quale si contenzza ad ogni professore, e seguace della guerra tanto di grande, quanto di basso titolo. Del modo di fotificaticare luochi deboli, cinger cittadi, fabricare fortezze, cosi al minte, come alla piendura, e della marina, a difenderle da qualsivoglia batteria etc. Milano 1619. (Наслов дела: Дела о војним утврђењима)
- Rohan, Henri II duc de. Mémoires de duc de Rohan, sur les choses adventues en France depuis la mort de Henry le Grand jusqu ŕ la paix faite avec les reformez au mois de Juin 1629. 1646.
- Schott, Caspar. Cursus mathematicus sive absoluta omnium mathematicerum disciplinarum encyclopedia in libros XXVII digesta. Bambergae 1677. (Наслов дела: Течај математике)
- Calligrafia oratoria linguae grecae ad proprietatem, elegatiam et copiam sermonis parandam utilissima. Patavii 1692.
- Gallicius, Josephus. Geometria militaris in qua linearum, planorum ac solidorum quantitates in operibus militaribus existentes considerantur. Omniaque geimetricis demonstartionibus, et ratiocinio triangolarum petractantur. Monachii (München) 1676. (Наслов дела; Војна геометрија)
- Grienbergeri, Christophori. Catalogus veters affixarum longitudines ac latitudines conferens... Romae 1612.
- Gualdo, Galeazzo. Historia delle guerre di Ferdinando II e Ferdinando III imperatori e, del re Filippo IV di Spagna, contro Gustavo Adolfo re di Svetia e Luigi XIII re di Francia sucesse dall'anno 1630, sino all'anno 1640. Bologna 1641. (Наслов дела: Из историје ратовања)

#### Музичка збирка
У оригиналу, Глазбена збирка, која садржи око 700 свезака нотних публикација и фонотеку с 2.480 звучних записа, претежно класичне музике. Највреднија грађа су 3 свеске аутографа партитуре опере Истарска свадба (Nozze Istriane) истарског композитора Антонија Смареглијеа.
Циљ zbirke је прикупљање, чување и уступање на коришћење рукописе, публикација и аудио записа истакнутих музичара, међу којима су и истарски:
- Антонио Смареглиа (1854—1929),[13]
- Андреа Антико да Монтона (Андрија Мотовуњанин, 1480 - 1539),
- Габриело Пулити (1575—1640),
- Иван Матетић Роњгов (1880—1960),
- Матко Брајша - Рашан (1859—1934),
- Тихомил Видошић (1902—1973),
- Луиђи Далапицола (1904—1975),
- Луиги Донора (Водњан, 1935),
- Нело Милоти (1927—2011),
- Славко Златић (1910—1993),
- Ђени Деклева Радаковић (Пазин, 1949).

#### Графичка збирка
Графичка збирка садржи сликовну грађу: штампане отиске графичких мапа некадашње занатске школе у Пули (541 свезака на немачком и италијанском језику), слике и графичке мапе уметника из Истре, старе разгледнице, фотографије, плакате и др.

#### Збирка географских карата и атлас
Збирка географских карата и атласа има 821 јединица грађе, подељене на старију картографску грађу и мапе Истра и околина, 
- руком писани картографски материјал;
- планове, катастарске мапе и пројекте;
- савремени картографски производе;
- брошуре и туристички водиче,
- атласе и приручнике.

Од посебне вредности су три изолара (књиге са картографским приказима острва и обала) које такође укључују источну обалу Јадрана Б. Бордоне, С. Пинаргентија и Г. Росација из 16. века, картографски приказ млетачко-аустријске границе у Истри из 1756. године карте Истре Ј. Хомана из 18. века. и А. Капелари из 1793. године. Из 18. и 19. века. у збирци се налази сачуван и и мањи број планова градова у Истри и планова и ведута града Пуле.

### Спомен собе

#### Спомен соба Мије Мирковића
Спомен соба Мије Мирковића, након што је отворена  26. маја 2009. године омогућила је заинтересовани грађанима Пуле и шире да виде и користе 4.166 томова књига и часописа из приватне библиотеке Мије Мирковића - Мате Балоте. Као свестрана личност, овај економиста, историчар, социолог, дипломата, писац, новинар ...али и човек из народа „рибар, морнар и физички радник како је описан у првој биографији из тридесетих година 20. века, за собом је оставио збирку књига које су данас писани сведоци различитих интереса ове најсвестраније истарске ерудите.
Спомен собу чини 7 полица и ормара из Мирковићеве радне собе, антички радни сто, столица, радио апарат из 1930-тих, мастиљара, пепељара, бугачица, неколико фотографија и кавез за птице из којих су шездесетих година 20. века (у коме је Мирковић чувао  љубимце - гарделини).
Заоставштину Мије Мирковића првенствено чине књиге и часописи које је сакупљао за живота. Иако то није његова комплетна библиотека, већ две трећине укупног броја Мирковићевих књига, њихов садржај репрезентативно приказује његова интересовања - пре свега за пољопривреду, економију, историју и политику, али постоје и књиге о књижевности. Спомен соба поседује и Мирковићеве оригиналне белешке и коментаре на маргинама књига, предмете које је користио, а може да се седне и на столицу потписану његовим иницијалима...и прочита свих 18 псеудонима које користи Мијо Мирковић.

#### Спомен соба Антонија Смареглија
Универзитетска библиотека у Пули управља Спомен собом и архивом посвећеном композитору Антонију Смареглију, која је свечано отворена, 5. маја 2004. године, у његовој родној кући у Пули, поводом 150-те годишњице рођења овог истарског композитора.
Стална поставка се налази се у соби у приземљу композиторове родне куће, и садржи писма, фотографије, партитуре, аудио записе, публикације, слике, графике итд. Изложена су и уметничка дела посвећена композитору, а посетиоци могу да слушају или гледају аудио и видео записе неких његових композиција.

#### Спомен библиотека Едуарда Чалића
Спомен-библиотека др Едуард Чалић посвећена истраживању нацизма, фашизма, антисемитизма, холокауста и узрока и последица Другог светског рата, основана је у јануару 2004. године Универзитетској библиотеци у Пули. Основана је захваљујући донацији библиотеке покојног др. Едуарда Чалића која садржи 784 тома књига, коју је у складу са жељом др Чалића, поклонила његова удовица, госпођа Елке-Марие Чалић из Салцбурга.
Ова збирка садржи 784 научне и публицистичке књиге које истражују нацизам, фашизам, антисемитизам, холокауст и узроке и последице Другог светског рата. Књиге су углавном на немачком, али и на француском, енглеском, хрватском и другим језицима. Десетак књига објављено је пре 1945. године, а остале су објављене од 1945. до 2000. године. Поред тога, даривано је и око две стотине документарних фотографија, углавном копираних у немачким архивима и музејима. Снимљени су тридесетих година 19. века и током Другог светског рата и односе се на поменуту тему.
Библиотека која у својој колекцији чува око две стотине томова књига које се баве овим темама, намењена је историчарима, као и свим грађанима који желе да сазнају историју ових трагичних догађаја који су обележили 20. век. Путем Интернета ова колекција постаје доступан и доступан широком кругу корисника у Хрватској и широм света.
Поред историјске и истраживачке вредности ове колекције, има за циљ да упознаа и подигне свест о антифашистичким основама модерне Европе, и има и међународни значај који проистиче из вишејезичног карактера ове колекције.